# Jussi Anttalainen
Jussi Anttalainen (* 24. Juni 1904; Todesdatum unbekannt) war ein finnischer Hammerwerfer.
Bei den Leichtathletik-Europameisterschaften 1938 in Paris wurde er Siebter.
Seine persönliche Bestleistung von 53,24 m stellte er am 25. Juli 1939 in Helsinki auf.